# Plage de Kalotarítissa
La plage de Kalotarítissa (grec moderne : Καλοταρίτισσα) est une plage de sable de l'île grecque d'Amorgós. La plage est sablonneuse et ne dispose pas d'équipements touristiques, à l'exception d'un petit café de plage et de transats à louer.
La baie naturelle où se trouve la plage est protégée des vents et des vagues.

## Excursion en bateau à Gramvoúsa
Depuis la plage de Kalotarítissa, on peut prendre un bateau pour l'île voisine de Gramvoúsa, partant toutes les 30 minutes ou 1 heure pendant la haute saison.